# کوئینلن تری
 کوئینلن تری (انگلیسی: Quinlan Terry؛ زادهٔ ۲۴ ژوئیهٔ ۱۹۳۷) یک معمار اهل بریتانیا است.